# MEO Арена
„MEO Арена“ е мултифункционална закрита арена в португалската столица Лисабон. Арената е една сред най-големите закрити арени в Европа и най-голямата в Португалия с капацитет за 20 000 седящи места. Кръстена е на главния си спонсор, португалския мобилен оператор, „MEO“.